# غسان عزب
غسان عزب هو ممثلٌ سوري.

## عن حياته
خريج المعهد العالي للفنون المسرحية قسم التمثيل. شارك كممثل بالعديد من الأعمال التلفزيونية والمسرحية والسينمائية، بالإضافة إلى عدة أعمال إذاعية. - عضو في نقابة الفنانين منذ عام 1988 بدأ غسان عزب مسيرته الفنية من المسرح، والسينما، ثم قدّم أول أدواره التلفزيونية المعروفة سنة (1999) حينما شارك بمسلسل «عائلتي».

## من أعماله
- في المسرح: «علاء الدين والمصباح السحري - رجل برجل - الاغتصاب - والعديد من الأعمال الأخرى».
- في الإذاعة: «عدة أعمال ومشاركات الصغيرة».
- في السينما: «الليل - آه يا بحر».
- في المسلسلات: العراب - بواب الريح - المصابيح الرزق - عذراء الجبل - عصر الجنون - ربيع قرطبة - بقعة ضوء - هارون الرشيد - عمر - التغريبة الفلسطينية
- في السهرات التلفزيونية: الحصان

## روابط خارجية
- غسان عزب على موقع IMDb (الإنجليزية)
- غسان عزب على موقع قاعدة بيانات الأفلام العربية